# Rita y yo
Rita y Yo fue una miniserie peruana creada en el 2007 por Jorge Tapia y transmitida por América Televisión, protagonizado por César Ritter. Fue transmitido por primera como programa estelar durante la temporada de verano del canal, en receso de Así es la vida. Sin embargo, Rita y Yo se retransmitió por el mismo canal desde el 17 de diciembre de 2007, tras finalizar la cuarta temporada de Así es la vida y marcando la programación de la temporada de verano. Se transmitió de lunes a viernes por el mismo horario que fue estrenado en su primera emisión, finalizando el 11 de enero de 2008 siendo reemplazada por la miniserie  Nacida para triunfar.
Tuvo una segunda parte en el 2009 llamada "Rita y Yo y mi otra Yo".

## Sinopsis
Al morir su padre, Nicolás decide poner todo su dinero en manos del contador de su padre, Alan de Vitto quien terminará quedándose con toda su herencia, dejándole a Nicolás totalmente arruinado y lleno de deudas. Al verse envuelto en tantos problemas, se da cuenta de que su única solución es trabajar, pero nadie le da ya que no tiene el don de trabajar.
Para ello, recurrirá a medidas extremas gracias a Sebastián, su inseparable amigo, quien lo hace a ingresar a la prestigiosa agencia de publicidad de Enrique Elías y todo ello con doble propósito. Pagar las deudas de su inquilino el "El Turco" y estar cerca de Kiara, hija del dueño de la agencia publicitaria y futuro amor platónica. Para ello, tendrá que dejar de ser Nicolás, para convertirse en una mujer (Rita).
El cambio de Rita le traerá repercusiones para la agencia, inclusive el dueño de la empresa, los empleados y al inquilino El Turco. A lo largo de la serie Nicolás luchará su amor de Kiara y buscará cuidar la imagen de Rita, pero se enfrentará con su principal rivalidad de la empresa y posible amante de Kiara, Gustavo.

## Elenco y personajes
- César Ritter como Nicolás Bingley / Rita Falacci.
- Jimena Lindo como Kiara Elías.
- Gustavo Bueno como Dimitri Alamaldad / "El Turco".
- Jorge Chiarella como Enrique Elías.
- László Kovács como Gustavo Palmer.
- Vanessa Jeri como Paris.
- Oscar Beltrán como Sebastián.
- Kike Suero como Pedro Pérez.
- Gloria Klein como Matilde.
- Miguel Torres-Bolh como Ramiro.
- Gustavo Cerrón como Rivas.
- David Almandoz como Chirinos.
- Natalia Salas como Leticia.

## Actuaciones especiales
- Irma Maury como Saby.
- Sergio Paris como Amed.
- Mónica Torres como Karen.
- Sergio Galliani como Max.
- Marcelo Oxenford como Pichuso.
- Antonio Arrué como Alan de Vitto.
- Agustín Benítez como Sr. Bingley
- Alma Bella como ellas mismas.[5]

## Temas musicales
- Rita y Yo - Juan Carlos Férnandez (tema central / tema de entrada)
- With or Without You - U2
- Karma Chameleon - Culture Club